# Klaus Günther (Chemiker)
Klaus Günther (* 27. November 1957 in Bensberg) ist ein deutscher Chemiker.

## Leben
Günther promovierte 1988 in Analytischer Chemie an der Universität Münster. Seine Habilitation erfolgte 1996 zum Thema Lebensmittelchemie an der Universität Bonn. Seit 1994 forscht Günther am Forschungszentrum Jülich. Er war von 2003 bis 2005 Lehrstuhlinhaber am Institut für Instrumental Analytical Chemistry der Universität Duisburg-Essen und von 2013 bis 2018 Lehrstuhlinhaber am Institut für Ernährungs- und Lebensmittelwissenschaften der Rheinischen Friedrich-Wilhelms-Universität Bonn.
Seine Forschungstätigkeit umfasst die Analytik und Verfügbarkeit von Mineralstoffen, Spurenelementen und anderen Mikronährstoffen in Lebensmitteln und deren Bedeutung für den Menschen.

## Werke
- mit Georg Schwedt: Taschenatlas der Lebensmittelchemie. Ernst & Sohn GmbH, Weinheim, 3., aktualisierte und erweiterte Auflage, 2024, ISBN 978-3-527-34906-7.
- Ernährung bei Eisenmangel. Stoffwechsel – Bioverfügbarkeit – Diagnostik Springer-Verlag, Berlin 2021, ISBN 978-3-662-61345-0
- Eisenmangel beheben mit natürlichen Lebensmitteln. Ratgeber für alle Ernährungstypen Springer-Verlag, 2019, ISBN 978-3-662-58342-5
- Katharina Walbrück, Fabian Kuellmer, Steffen Witzleben, Klaus Guenther: Synthesis and Characterization of PVP-Stabilized Palladium Nanoparticles by XRD, SAXS, SP-ICP-MS, and SEM. In: Journal of Nanomaterials. 2019, S. 1, doi:10.1155/2019/4758108